# Vallromanes
Vallromanes est une commune de la province de Barcelone, en Catalogne, en Espagne, de la comarque du Vallès Oriental.

## Géographie
Commune située à 18 km de Barcelone à proximité de la Mer Mediterranée (Costa del Maresme).
|                            | Vilanova del Vallès |                  |
| Montornès del Vallès       | Vallromanes         | Vilassar de Dalt |
| Santa Maria de Martorelles | Alella, Teià        | Premià de Dalt   |